# Pseudomesochra media
Pseudomesochra media är en kräftdjursart som först beskrevs av Georg Ossian Sars 1911.  Pseudomesochra media ingår i släktet Pseudomesochra och familjen Pseudotachidiidae. Inga underarter finns listade i Catalogue of Life.